# Катранис, Александрос
Але́ксандрос Катра́нис (греч. Αλέξανδρος Κατράνης; 4 мая 1998, Волос, Греция) — греческий футболист, крайний защитник американского клуба «Реал Солт-Лейк».

## Карьера

### Клубная
Дебют воспитанника афинского «Атромитоса» за родную команду в Суперлиге Греции состоялся 25 сентября 2016 года в поединке с «Астерасом». Всего в турнире Катранис сыграл в 17 матчах и 30 апреля 2017 года отметился голевой передачей в матче с «Платаньясом». Также защитник принял участие в шести матчах Кубка Греции, где его команда дошла до 1/4 финала, уступив по сумме двух игр «Олимпиакосу».
7 августа 2017 года Катранис за €800 тыс. перешёл во французский «Сент-Этьен», подписав контракт на пять лет.
21 июня 2017 года отправился в годичную аренду в бельгийский «Мускрон» с опцией выкупа.
22 января 2019 года отправился в аренду в греческий «Атромитос» на полтора года с опцией выкупа.
27 августа 2020 года отправился в годичную аренду в турецкий «Хатайспор».
3 сентября 2021 года Катранис перешёл в польский «Пяст», подписав трёхлетний контракт.
2 февраля 2024 года Катранис перешёл в американский «Реал Солт-Лейк», подписав двухлетний контракт с клубными опциями продления ещё на два года. В MLS дебютировал 9 марта в матче против «Колорадо Рэпидз», выйдя на замену в конце второго тайма вместо Боди Хидалго. 23 марта в матче против «Ванкувер Уайткэпс» забил свой первый гол в MLS.

### В сборной
Защитник принимал участие в играх за юношеские сборные Греции, а 9 июня 2017 года дебютировал в молодёжной сборной страны, сыграв в товарищеском матче со сверстниками из Сербии.